# Monique Gadant
 (février 2019).
Monique Gadant, née le 10 décembre 1930 à Dijon et morte le 29 septembre 1995 dans le 13e arrondissement de Paris, est une chercheuse en sciences sociales française. 
Elle a vécu en Algérie après l'indépendance en 1962.

## Biographie
Monique Gadant est agrégée de philosophie.

### De 1964 à 1971
Après avoir été professeure au lycée Delacroix, elle a enseigné les lettres et la philosophie à la faculté d'Alger de 1964 à 1971, menant des recherches en sociologie politique et anthropologie. Elle contribue alors au fonctionnement du journal Alger-Républicain.
Arrivée en Algérie dans l'euphorie de la solidarité anti-impérialiste qui animait une partie de la jeunesse intellectuelle de gauche française à l'époque, elle a épousé un homme politique algérien (Abdelhamid Benzine, qui a dirigé Alger-Républicain), dont elle eut deux enfants.
De ce point de vue, elle appartient à ces Français qui ont été surnommés les Pieds-rouges, par opposition à Pieds-noirs, compte tenu de leur positionnement politique qui consistait à soutenir l'indépendance de l'Algérie par la participation à l'édification et au développement du pays, par l'apport de leurs compétences et leur soutien.
Son parcours intellectuel et ses interrogations (femme, française, intellectuelle, de gauche, épouse d'un homme politique algérien, dans le contexte des années de la post-indépendance en Algérie), sont décrits dans son mémoire d'habilitation à diriger des recherches publié sous le titre « Parcours d'une intellectuelle en Algérie, Nationalisme et anticolonialisme dans les sciences sociales ».
C'est à la suite de l'arrestation de son fils, alors âgé de 15 ans, en raison des activités politiques et militantes au sein du PAGS (Parti de l'avant-garde socialiste), alors dans la clandestinité, que le retour en France s'est opéré.

### De 1972 à 1995
Par la suite, elle a enseigné à l'université Paris 8 Vincennes, collaborant à la fondation de l'Institut Maghreb-Europe.
Elle a contribué régulièrement à la revue Peuples Méditerranéens, par des articles sur la condition des femmes ou sur le nationalisme algérien et la politique.
Monique Gadant est morte à l'automne 1995, à la suite d'un accident de la circulation.

## Ouvrages
- Islam et nationalisme en Algérie, L'Harmattan, 1988, préface de Benjamin Stora.
- Parcours d'une intellectuelle en Algérie, L'Harmattan, 1995.
- Le Nationalisme algérien et les femmes, L'Harmattan, 1995, préface de Mohammed Harbi.